# Heinrich Hacker

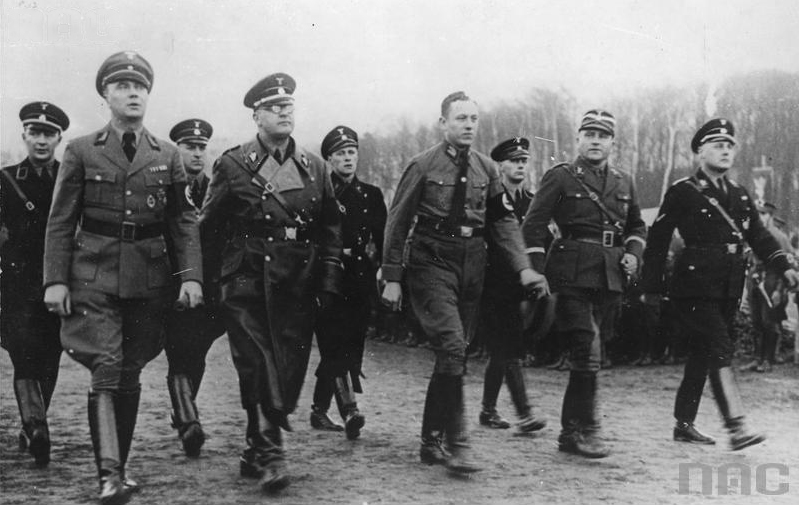
Arthur Greiser, Erich von dem Bach-Zelewski, Albert Forster, Heinrich Hacker, und Wilhelm Koppe

Elias Gustav Heinrich Hacker, genannt Heinrich (* 16. Juni 1892 in Würzburg; † 5. Dezember 1970 in Bamberg) war ein deutscher Politiker (NSDAP) und SA-Führer, zuletzt im Rang eines Gruppenführers.

## Leben
Heinrich Hacker war der Sohn des Maschinenbauingenieurs Andreas Gustav Hacker und von Emilie Hacker, geborene Schmadl. Nach dem Volksschulbesuch wechselte er 1902 auf das humanistische Gymnasium, das er nach zeitweiser Abwesenheit erst 1913 mit dem Abitur abschloss. Ab Frühjahr 1914 gehörte er dem Hohenzollernschen Fußartillerie-Regiment Nr. 13 der Preußischen Armee in Ulm an und nahm nach Kriegsausbruch durchgehend am Ersten Weltkrieg teil. Nach Kriegsende gehörte er ab Frühjahr 1919 wenige Monate dem Freikorps „Lettow-Vorbeck“ an und schied im Juni 1921 aus der Reichswehr im Rang eines Oberleutnants aus.
Anschließend studierte er Nationalökonomie an der Universität Würzburg, musste das Studium aber aus wirtschaftlichen Gründen 1922 abbrechen. Danach machte er sich als Kaufmann selbstständig und war Teilhaber eines Schleifleder- und Bimssteinhandelsgeschäfts in Naumburg und danach in Würzburg.
Hacker trat 1923 dem Stahlhelm in Naumburg bei und leitete dort bis 1924 den Völkischen Turnerbund. Im Dezember 1923 wurde er Mitglied der NSDAP. Nachdem zeitweiligen Verbot der NSDAP betätigte er sich ab 1924 im Frontbann und trat dem Völkisch-Sozialen Block bei. Zudem war er von 1925 bis 1926 beim Wehrverband Wehrwolf aktiv. Nach Aufhebung des Parteiverbots trat er zum 20. Juli 1925 der NSDAP wieder bei, im selben oder folgenden Jahr wieder aus, um zum 1. Oktober 1929 wieder einzutreten (Mitgliedsnummer 153.928). Für die NSDAP gehörte er in Naumburg von November 1929 bis Januar 1932 als Fraktionsführer seiner Partei der Stadtverordnetenversammlung an und war dort ab April 1930 zugleich Stadtrat. Für die NSDAP gehörte er von April 1933 bis Oktober 1933 dem Bayerischen Landtag an.
Am 18. Oktober 1931 nahm er am SA-Aufmarsch in Braunschweig teil und trat der SA im Dezember 1931 bei. Er wurde umgehend kurzzeitig mit der Leitung der SA-Standarte 9 in Würzburg betraut und leitete von Januar 1932 bis Ende August 1933 die SA-Untergruppe Unterfranken. Im Februar 1933 war er hauptamtlich für die SA tätig und in Personalunion von März 1933 bis Juli 1934 Sonderkommissar der Obersten SA-Führung bei der Regierung von Unterfranken und Aschaffenburg. Anfang September 1933 zum Oberführer befördert, übernahm er die Leitung der SA-Brigade Unterfranken. Als SA-Brigadeführer übernahm er Anfang Januar 1935 die Leitung der SA-Brigade 6 in Danzig.
Nach Beginn des Zweiten Weltkrieges leistete er kurzzeitig Militärdienst und war ab November 1939 beim SA-Aufbaustab im Wartheland eingesetzt. Von Januar 1940 bis 1945 führte er die SA-Gruppe Warthe in Posen, ab dem 20. Oktober 1940 im Rang eines SA-Gruppenführers. Gegen Kriegsende wurde er noch als Hauptmann zur Wehrmacht in Neuruppin eingezogen.
Nach 1945 lebte er unter anderem Namen (Johannes Schwandt) in Mehrum, Niedersachsen, und später wieder unter seinem echten Namen in Bamberg bis 1970. Klaus Grunenberg beschreibt Hacker als interessante und angenehme Person.